# Josep Arrufat i Mestres
Josep Arrufat i Mestres (Cervera, Segarra, 1869 - 1913) fou un periodista i escriptor català.
Va néixer en una família carlina de Cervera. De jove es traslladà a Tarragona i treballà a la impremta d'Arís i fill.
L'any 1885 va fundar i dirigir a Tarragona el setmanari carlí El Restaurador, favorable a Cándido Nocedal. Pels seus articles va rebre nombroses denúncies i va arribar a ser empresonat. Més tard va viure a Montblanc, on va ser professor d'història, editor i llibreter. Edità i dirigí el periòdic La Comarca de Montblanc (1889-1890). Durant uns anys va viure a Barcelona i fou redactor del diari El Correo Catalán.
L'any 1896 va entrar a formar part a Madrid de la redacció del diari El Correo Español, portaveu de la Comunió Tradicionalista, on va popularitzar les seves Crónicas cortas. A la capital d'Espanya va ser també redactor d'El Movimiento Católico i edità la revista mensual il·lustrada Madrit Català. Arran la mort de Benigno Bolaños l'any 1909, va dirigir el setmanari tradicionalista satíric El Fusil.
Arrufat morí a Cervera el 4 de març de 1913. D'acord amb la necrologia que va publicar a la seua mort El Correo Español, va morir a conseqüència de l'esgotament provocat per l'intens treball a que es trobaven sotmesos los periodistes catòlics.

## Obres
- Qui sembra vents: obreta cómica-trágica en dos actes y en vers (Tarragona, 1887)
- Constitucion de Fusilandia. Tratado completo de "revolución desde arriba" (Madrid, 1906)
- La República Española en 191.., amb Domènec Cirici i Ventalló (Madrid, 1911)[6]
- Cuadros vivos: Propio y ajeno (Madrid, 1912)